# Time, Fate, Love
Time, Fate, Love es un conjunto de grabaciones hechas por Luca Prodan en su estadía en Córdoba en 1981 y 1983, que fueron registradas en un CD, sacado a la venta en 1996. En el disco, Luca toca todos los instrumentos, menos la guitarra, de la cual está a cargo Germán Daffunchio, futuro guitarrista de Sumo. En las grabaciones se puede encontrar canciones que posteriormente serían parte de los discos de Sumo: «Regtest», «TV Caliente» y «Divididos por la felicidad».

## Lista de temas
1. Regtest (Happy Valley Rock)
2. Lament
3. Going up the country (cover de Canned Heat)
4. Like London
5. End of august
6. Brighton past
7. Virna Lisi (TV Caliente)
8. Strange things
9. La pequeña muerte
10. Mount Etna erupts
11. Divided by joy (Divididos por la felicidad)
12. Time fate love

## Músicos
- Luca Prodan: Voz principal y coros, guitarra acústica, bajo y caja de ritmos.
- Germán Daffunchio: Guitarra principal, coros en "Brighton Past" y pandereta.
- Alejandro Sokol: Bajo en "Regtest", "Divided By Joy", "Lament" y "Time Fate Love".
- Stephanie Nuttal: Batería en "Regtest" y "Divided By Joy".
- Ricardo Curtet: Guitarra ritmica en "Light London" y "Lament".